# Agrostis mildbraedii
Agrostis mildbraedii é uma espécie de gramínea do gênero Agrostis, pertencente à família Poaceae.